# NGC 3307
NGC 3307 ist eine linsenförmige Galaxie vom Hubble-Typ SB0/a im Sternbild Hydra südlich des Himmelsäquators. Sie ist schätzungsweise 160 Millionen Lichtjahre von der Milchstraße entfernt, hat einen Durchmesser von etwa 45.000 Lj und ist Mitglied des Hydra-Galaxienhaufens Abell 1060.
Im selben Himmelsareal befinden sich u. a. die Galaxien NGC 3308, NGC 3309, NGC 3311, IC 629.
Das Objekt wurde am 22. März 1836 vom britischen Astronomen John Herschel entdeckt.